# Grote Prijs Stad Zottegem 1986
Il Grote Prijs Stad Zottegem 1986, cinquantunesima edizione della corsa, si svolse il 19 agosto 1986 su un percorso di 169 km, con partenza e arrivo a Zottegem. Fu vinto dal belga Patrick Cocquyt della Hitachi-Marc-Splendor davanti ai suoi connazionali Dirk Durant e Filip Van Vooren.

## Ordine d'arrivo (Top 10)
| Pos. | Corridore            | Squadra                          | Tempo    |
| ---- | -------------------- | -------------------------------- | -------- |
| 1    | Patrick Cocquyt      | Hitachi-Marc-Splendor            | 4h07'26" |
| 2    | Dirk Durant          | Fangio-Lois-Mavic                |          |
| 3    | Filip Van Vooren     | Fangio-Lois-Mavic                |          |
| 4    | Étienne De Wilde     | Hitachi-Marc-Splendor            |          |
| 5    | Gino Ligneel         | Robland-La Claire Fontaine-Galli |          |
| 6    | Stefan Van Leeuwe    | Hitachi-Marc-Splendor            |          |
| 7    | John Dekeukelaere    | Fangio-Lois-Mavic                |          |
| 8    | Rudy Brusselman      | Hitachi-Marc-Splendor            |          |
| 9    | Marc Dierickx        | Kwantum Hallen-Decosol-Yoko      |          |
| 10   | Philippe Christiaens | Hitachi-Marc-Splendor            |          |